# Чорон
Чорон (якут. Чороон) — национальный якутский сосуд для потребления кумыса. Типичной формой является кубок на одной или трёх ножках. Традиционно изготавливается из дерева, преимущественно из берёзы, и украшается богатой геометрической резьбой. Резьба располагается в виде ярусов. Чем больше ярусов, тем почётнее кубок. В отдельных случаях чорон может инкрустироваться серебром или медными сплавами.

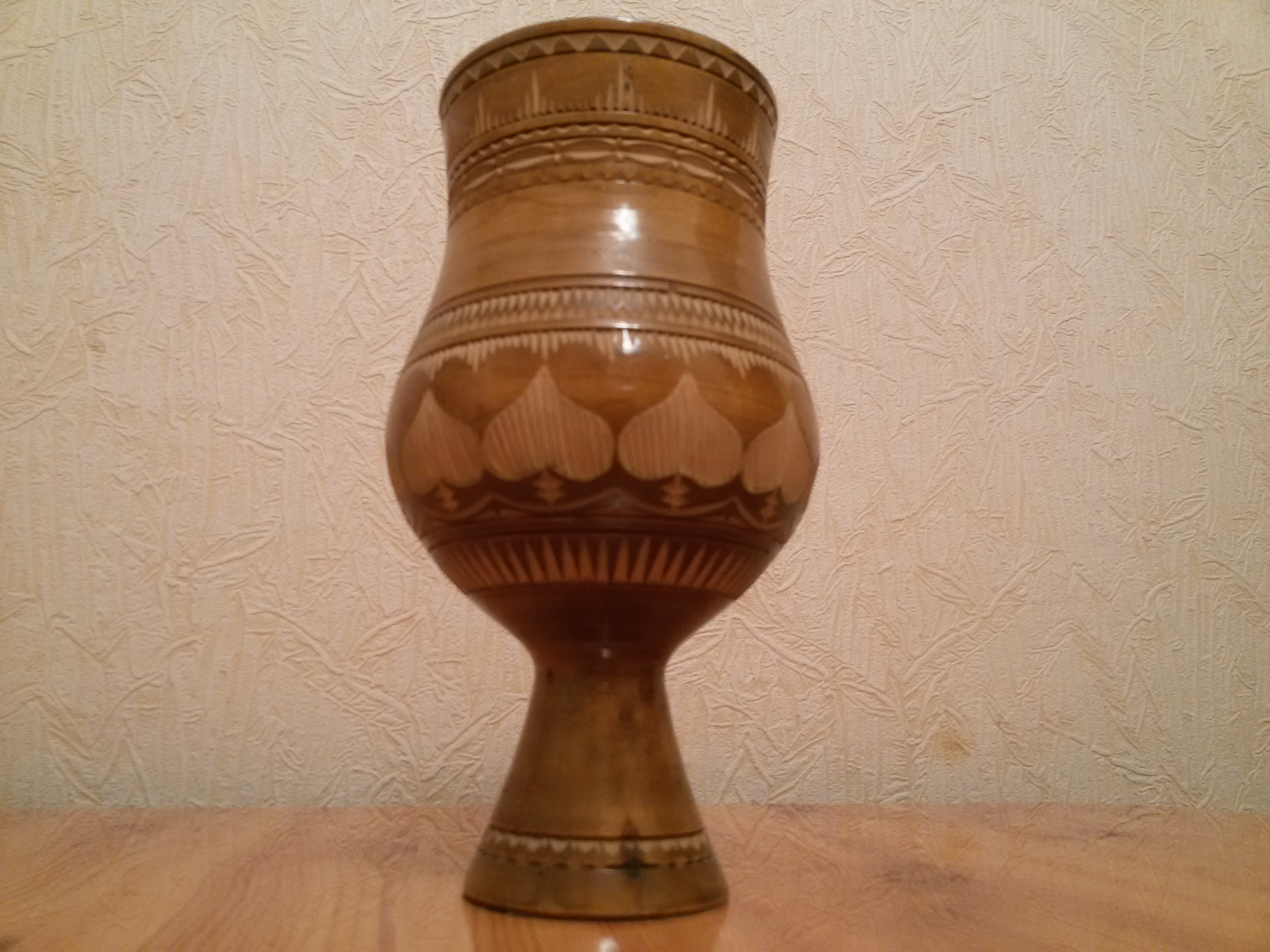
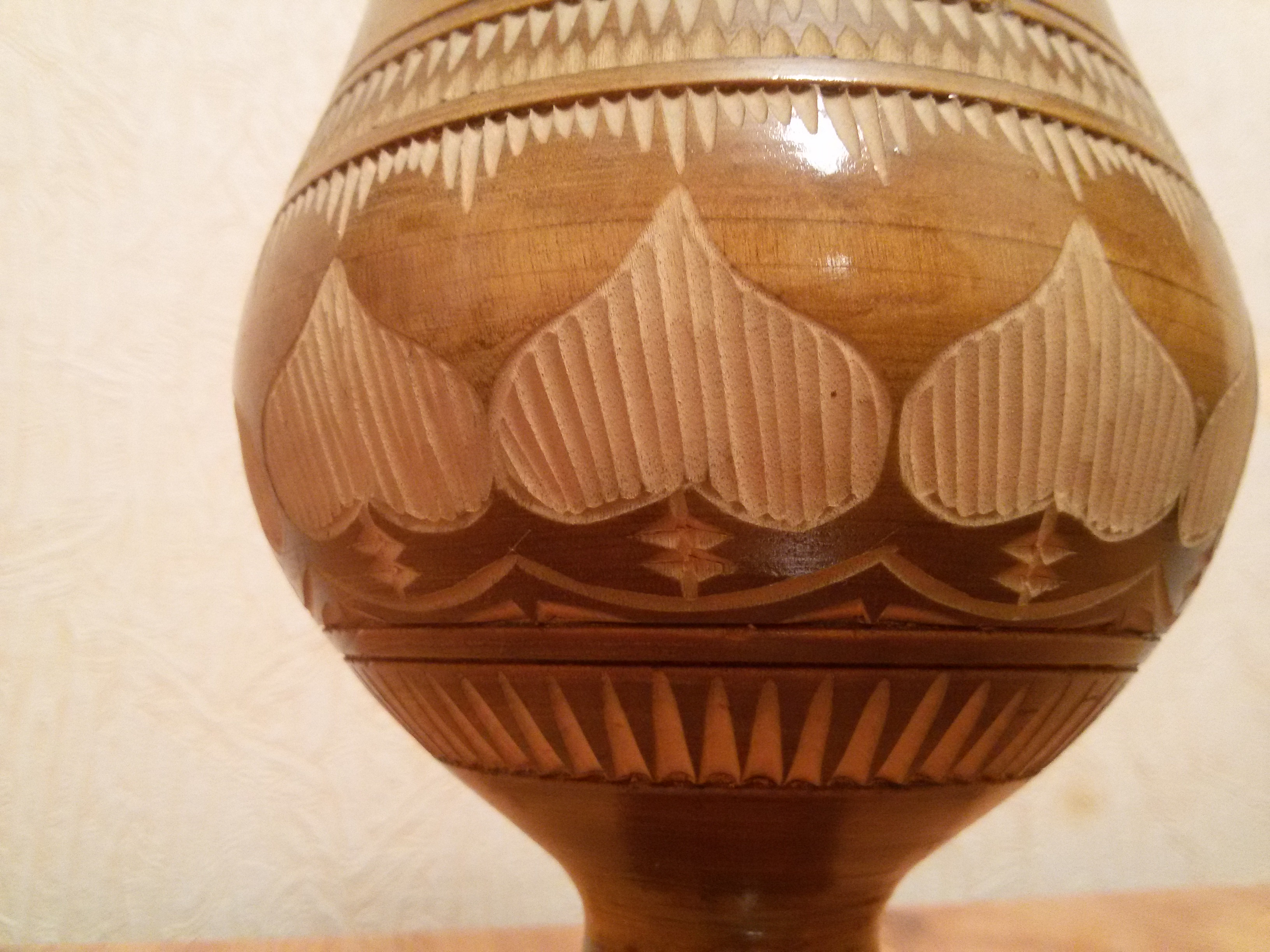
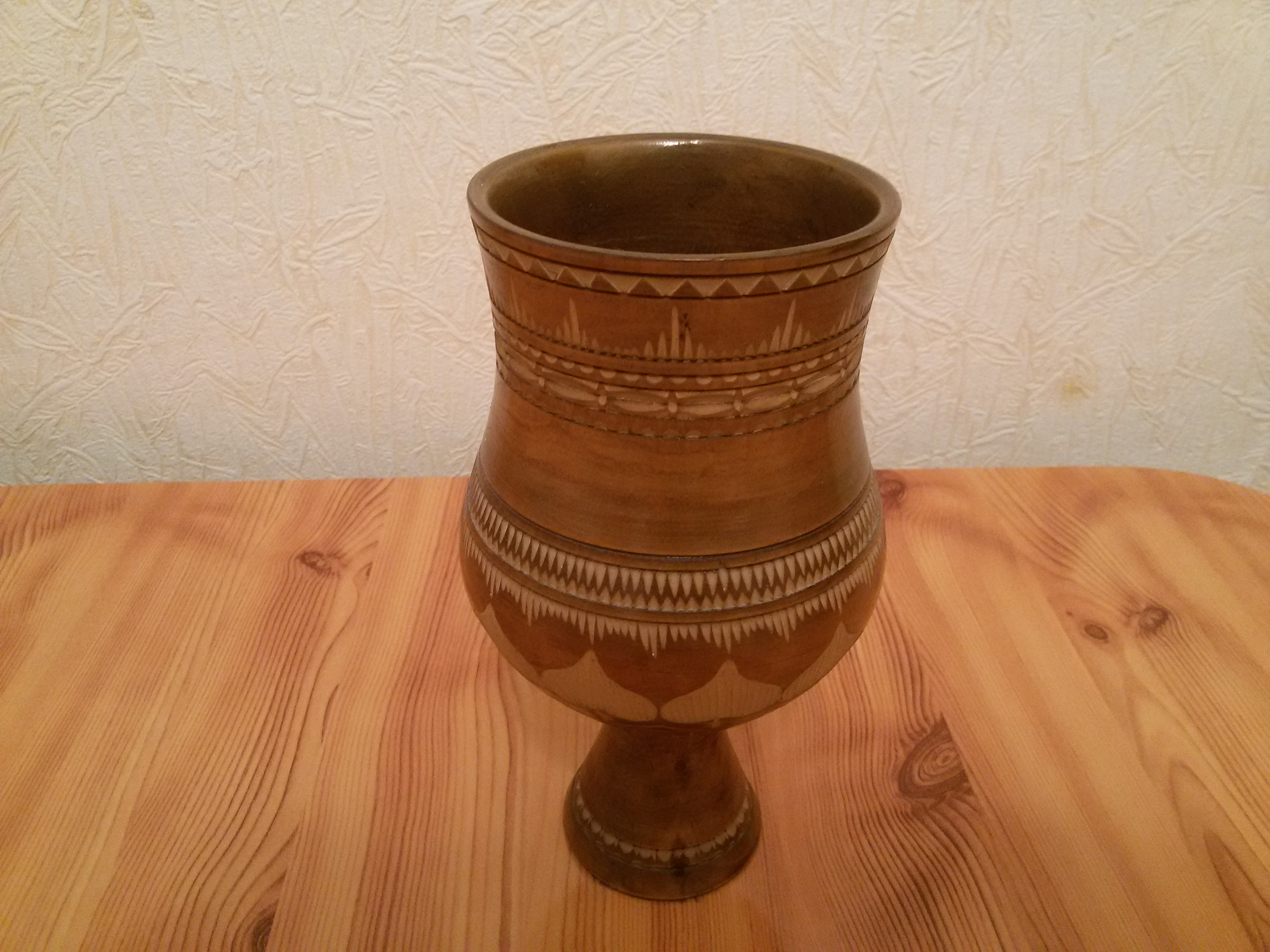